# Черновицкая область
Чернови́цкая о́бласть (укр. Черніве́цька о́бласть, разг. (укр. Чернівеччина) — область на западе Украины с административным центром в городе Черновцы.
На западе граничит с Ивано-Франковской областью, на севере — с Тернопольской и Хмельницкой, на востоке — с Винницкой областями, на юге граничит с Румынией и Молдовой.

## Физико-географическая характеристика

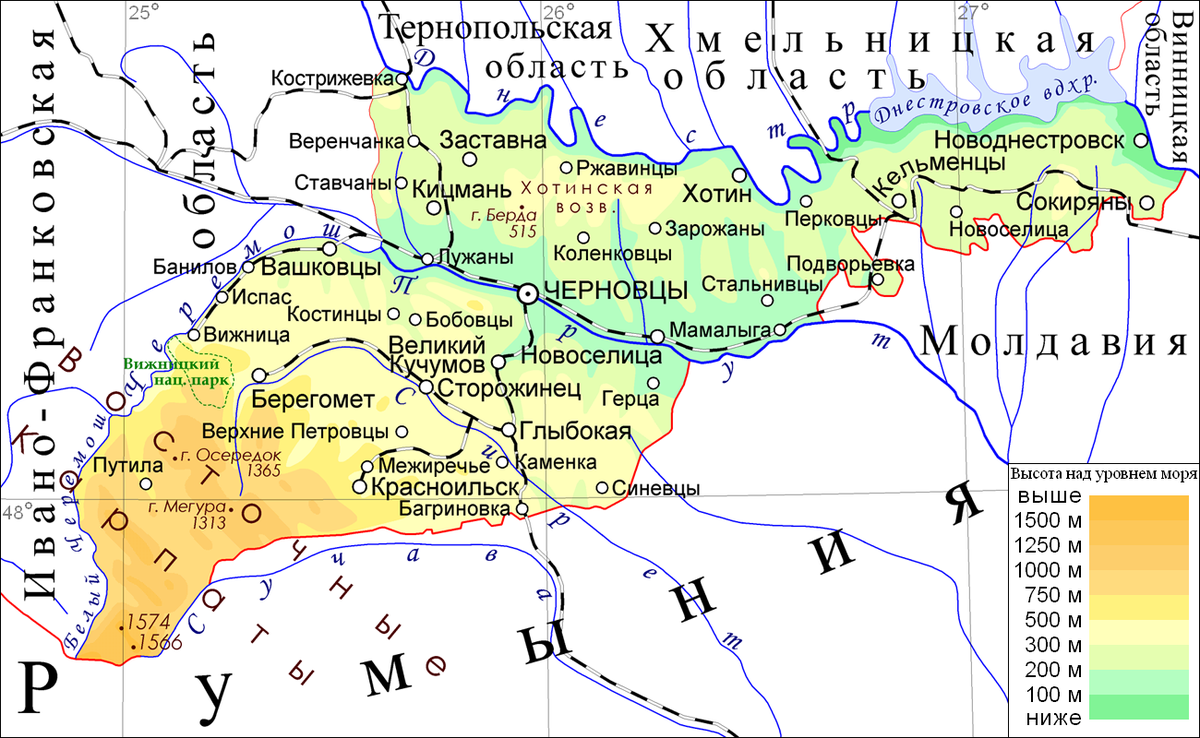
Физическая карта Черновицкой области

По размерам территории область является наименьшей на Украине. На территории области расположена высшая точка равнинной части Украины — гора Берда.

### Почвы
Почвы области довольно плодородны. В северной части области преобладают чернозёмы: малогумусные с содержанием гумуса 5,0 % и среднегумусные с содержанием гумуса несколько более 5,5 %. Значительные площади здесь занимают чернозёмы, а также чернозёмы оподзоленные, тёмно-серые оподзоленные и серые оподзоленные почвы. По механическому составу почвы северных районов — тяжелосуглинистые, южных — легкосуглинистые.

## История
Стоянка Непоротово VI на правом берегу Днестра вблизи села Непоротово Сокирянского района относится к интервалу Гюнц-Миндель/Миндель (900 и 780 тыс. л. н.). Три нижних слоя стоянки Непоротово-7 относятся к молодовскому варианту индустрии Леваллуа (морские изотопные стадии MIS 6, MIS 5, MIS 4, MIS 3). Близ города Хотин находятся среднепалеолитические стоянки Кетросы, Стинка, Осыпка, Шипот-2. В начале позднего плейстоцена около 110—105 тысяч лет назад в регионе сосуществовали мустьерский комплекс с элементами микока (Кетросы, слой 6 Стинка 1) и леваллуа и своеобразный технокомплекс, сопоставимый с тейяком. Группой археологических памятников в долине реки Днестр (стоянки Молодова I, Молодова V, Кормань 4) представлена молодовская культура. Индустрия слоя 12 стоянки Кормань IV, относимая к восьмому комплексу, сопоставима с нижним слоем стоянки Стинка I и отличается от молодовского леваллуа-мустье.
Самые поздние слои стоянок Молодова I и V относятся к концу верхнего палеолита, совпадая с финалом последнего оледенения. Почти во всех слоях стоянок Оселивка I, II и III найдены кремнёвые изделия верхнего палеолита. В мезолитическом слое стоянки Оселивка I и в раннемезолитическом слое 1а стоянки Молодова V найдены останки шерстистого носорога.
Поселения на территории Черновцов были уже в период неолита. В предместьях обнаружены поселения трипольской культуры, бронзового и железного веков. В Горишних Шеровцах укреплённые линии, построенные племенами поянешти-лукашевской культуры в II—I веках до н. э., активно использовались славяно-русским населением.
В окрестностях Черновцов обнаружены славянские памятники начала нашей эры (II—V века). На археологическом памятнике Кодин на поселении Кодин II открыто несколько жилищ культуры карпатских курганов. Поселения Кодин I и Кодин II V—VII веков, Рашков II и Рашков III относятся к пражской культуре.
В ранний исторический период здесь были поселения белых хорватов и тиверцев (IX—XI века). Наиболее древние керамические комплексы Горишнешеровецкого городища датируются первой половиной X века.
Укреплённое поселение на месте микрорайона Ленковцы на левом берегу реки Прут предположительно основал в XII веке галицкий князь Ярослав Осмомысл. Крепость с торгово-ремесленным поселением называлась Черн или Чорный город, видимо, из-за чёрных деревянных стен. Развалины крепости сохранились на древнерусском Ленковецком городище возле современного микрорайона Ленковцы (ныне в городской черте). Крепость была разрушена в 1259 году по требованию татарского темника Бурундая. Оставшиеся оборонительные валы продолжали использоваться для защиты. В XVII веке к ним добавили несколько бастионов, один из которых существует до сих пор.
Из-за частых паводков на низком левом берегу Прута новый город был построен на высоком правом берегу. После распада Галицко-Волынского княжества в середине XIV века Черновцы переходили к Венгрии, Польше, пока в 1359 году они не вошли в состав Молдавского княжества.
Область Герца в 1859 году вошла в состав румынского вассального государства в составе Османской империи.
С февраля 1918 года Буковинское народное собрание в Черновцах поддержало решение о вхождении Северной Буковины в состав Украинской народной республики.
С 11 сентября 1918 года по 28 июня 1940 года данная территория входила в состав королевства Румыния.
26 июня 1940 года Вячеслав Молотов вручил румынскому послу в Москве Георге Давидеску заявление советского правительства с требованием передать СССР Бессарабию и северную часть Буковины в границах согласно приложенной карте. 27 июня 1940 года Румыния объявила всеобщую мобилизацию, но после того как Германия, готовившаяся высадить морской десант на Британские острова, отказала ей в военной поддержке, была вынуждена уступить СССР и после ультиматума Северная Буковина была присоединена к СССР.
После присоединения 30 июня 1940 года Бессарабии и Северной Буковины к СССР, 7 августа 1940 года из Северной Буковины и Хотинщины (северо-восточная часть цинута Сучава Королевства Румынии, жудецы Черновцы и Сторожинец полностью, жудецы Рэдэу и Дорохой — частично, а также большая часть Хотинского уезда бывшей Бессарабии) была образована Черновицкая область Украинской ССР.
В 1958 году Черновицкая область награждена орденом Ленина.

## Население
Численность наличного населения области на 1 января 2020 года составляет 901 632 человека, в том числе городского населения 390 551 человека, или 43,3 %, сельского — 511 081 человек, или 56,7 %.
| Численность постоянного населения | Численность постоянного населения | Численность постоянного населения | Численность постоянного населения | Численность постоянного населения | Численность постоянного населения | Численность постоянного населения | Численность постоянного населения | Численность постоянного населения | Численность постоянного населения |
|                                   |                                   |                                   |                                   |                                   | 1939                              | 1959                              | 1970                              | 1979                              | 1989                              |
| --------------------------------- | --------------------------------- | --------------------------------- | --------------------------------- | --------------------------------- | --------------------------------- | --------------------------------- | --------------------------------- | --------------------------------- | --------------------------------- |
|                                   |                                   |                                   |                                   |                                   | 787 000                           | ↗774 121                          | ↗844 887                          | ↗889 930                          | ↗940 801                          |
| 1990                              | 1991                              | 1992                              | 1993                              | 1994                              | 1995                              | 1996                              | 1997                              | 1998                              | 1999                              |
| ↘940 474                          | ↘939 550                          | ↗940 678                          | ↗945 266                          | ↗945 526                          | ↘943 349                          | ↘940 723                          | ↘937 132                          | ↘934 078                          | ↘930 239                          |
| 2000                              | 2001                              | 2002                              | 2003                              | 2004                              | 2005                              | 2006                              | 2007                              | 2008                              | 2009                              |
| ↘926 369                          | ↘922 533                          | ↘919 028                          | ↘915 385                          | ↘911 523                          | ↘908 426                          | ↘905 099                          | ↘903 207                          | ↘901 462                          | ↘900 995                          |
| 2010                              | 2011                              | 2012                              | 2013                              | 2014                              | 2015                              | 2016                              | 2017                              | 2018                              | 2019                              |
| ↗901 306                          | ↘901 212                          | ↗902 199                          | ↗904 098                          | ↗905 443                          | ↗906 900                          | ↘906 828                          | ↘905 055                          | ↘903 636                          | ↘901 309                          |
| 2020                              | 2021                              | 2022                              | 2023                              |                                   |                                   |                                   |                                   |                                   |                                   |
| ↘898 567                          | ↘893 501                          | ↘890 700                          | ↘885 200                          |                                   |                                   |                                   |                                   |                                   |                                   |

По переписи 2001 года в области проживало 922 800 жителей, в том числе: 373 500 городских (40,5 %) и 549 300 сельских (59,5 %). Население уменьшается с 1996 года ввиду неблагоприятной демографической обстановки, сложившейся после распада СССР. Однако с 2009 года численность населения местами увеличивается, а с 2011 года в общем по области наблюдается небольшой прирост, но в отдельные месяцы и спад. Численность населения области по данным на 1 апреля 2017 года составила 907,3 тыс. человек, в том числе городское население — 390,5 тыс. человек (43,04 %), сельское — 516,8 тыс. человек (56,96 %). За 2016 год отмечен спад численности населения области на 1773 человека (на 0,19 %), в том числе за счёт природного сокращения — на 1287 человек (72,59 %), миграционного — на 486 человек (27,41 %).
Динамика изменения численности населения по годам (по данным переписей и Госкомстата):
За 2016 год в области родилось 10 226 человек, а умерло — 11 513 человек, в том числе 92 ребёнка в возрасте до 1 года (9 на 1000 живорождённых). Смертность (на 1000 человек наличного населения) — 12,7; рождаемость — 11,3; естественный прирост — −1,4. Самая высокая рождаемость в Путильском — 16,4 и Сторожинецком — 14,4 районах. Самая низкая рождаемость в Кельменецком районе — 8,0 и Новоднестровске — 8,3. Самая высокая смертность в Кельменецком — 18,5 и Сокирянском — 17,1 районах. Самая низкая смертность в Новоднестровске — 7,6 и Черновцах — 9,8. Самый высокий природный прирост населения в Путильском — 5,6 и Сторожинецком — 3,7 районах. Самый низкий природный прирост населения в Кельменецком — −10,5 и Сокирянском — −8,1 районах. В 2016 году в область на постоянное место жительства прибыло 2777 человек, выбыло — 3263 человека. Миграционный прирост населения отрицательный — −486 человек. Самый высокий рост численности населения в Сторожинецком — 7,4 и Путильском — 3,6 районах. Самый низкий рост численности населения в Кельменецком — −10,6 и Сокирянском — −10,4 районах. Рост численности населения в 2016 году наблюдался в 4 районах области: Путильском, Сторожинецком, Герцаевском и Глыбокском. Спад численности населения наблюдался в Черновцах, Новоднестровске и 7 районах: Вижницком, Кельменецком, Хотинском, Новоселицком, Сокирянском, Заставновском и Кицманском.
Население области проживает в 11 городах, 11 пгт; в области всего 11 районов и 252 сельсовета.

### Этнический состав

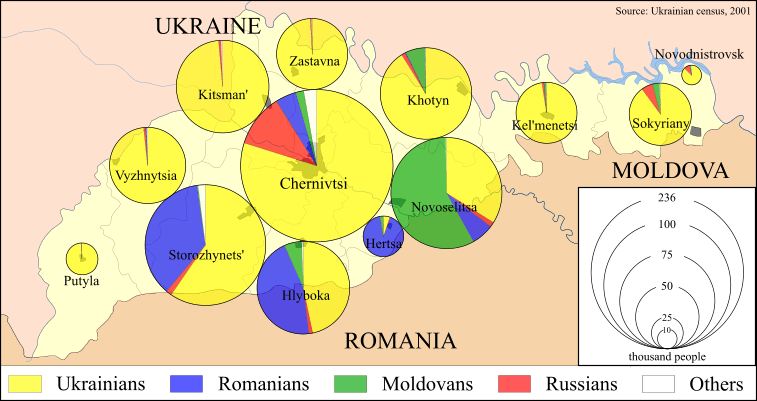
Этническая карта Черновицкой области по данным переписи 2001 года. Жёлтым цветом отмечены украинцы, синим — румыны, зелёным — молдаване, красным — русские, белым — прочие этнические группы.

Черновицкая область отличается значительной (24 %) долей этнических меньшинств. В населении области представлены:
- украинцы — 75,9 % (691,2 тыс. чел.)
- румыны — 12,7 % (116,0 тыс. чел.)
- молдаване — 7,0 % (66,5 тыс. чел.)
- русские — 2,9 % (30,9 тыс. чел.)
- поляки — 0,7 % (3,6 тыс. чел.)
- белорусы — 0,1 % (1,3 тыс. чел.)
- евреи — 0,1 % (1,2 тыс. чел.)
- прочие — 0,6 % (4,9 тыс. чел.).

### Языковой состав
|                                                              |  | |  | |  |
| Украинский язык в Черновицкой области по переписи 2001 года. |  | Самый распространённый родной язык в городах и сельсоветах Черновицкой области по переписи 2001 года. |  | Языковая карта Черновицкой области по переписи 2001 года (румынский и молдавский объединены в один язык). |  |

Черновицкая область была одной из немногих областей Украинской ССР, где доля украиноязычных возрастала несмотря на проводимую в СССР русификацию Украины. Родной язык населения Черновицкой области по результатам переписей, %
|                        | 1959 | 1970 | 1989 | 2001 |
| ---------------------- | ---- | ---- | ---- | ---- |
| Украинский             | 65,8 | 69,2 | 70,8 | 75,6 |
| Румынский и молдавский | 19,0 | 17,8 | 17,8 | 18,6 |
| Русский                | 10,7 | 10,2 | 10,5 | 5,3  |
| Другие                 | 4,5  | 2,8  | 0,9  | 0,4  |

| Черновцы            | 236.691 | 79,2 % | 3,3 %  | 1,1 %  | 15,3 % |
| Новоднестровск      | 10.344  | 85,7 % | 0,1 %  | 0,5 %  | 13,4 % |
| Герцаевский район   | 32.316  | 4,8 %  | 92,2 % | 1,6 %  | 1,2 %  |
| Глыбокский район    | 72.676  | 52,6 % | 40,1 % | 5,9 %  | 1,2 %  |
| Кельменецкий район  | 48.468  | 97,8 % |        | 0,8 %  | 1,3 %  |
| Хотинский район     | 72.398  | 91,6 % | 0,1 %  | 6,9 %  | 1,3 %  |
| Кицманский район    | 72.884  | 98,8 % | 0,1 %  | 0,1 %  | 0,9 %  |
| Новоселицкий район  | 87.461  | 34,1 % | 9,3 %  | 54,7 % | 1,8 %  |
| Путильский район    | 25.352  | 99,5 % |        | 0,1 %  | 0,4 %  |
| Сокирянский район   | 48.889  | 90,4 % |        | 3,0 %  | 6,4 %  |
| Сторожинецкий район | 95.295  | 61,4 % | 35,4 % | 0,2 %  | 1,8 %  |
| Вижницкий район     | 59.993  | 98,5 % | 0,3 %  | 0,1 %  | 1,0 %  |
| Заставновский район | 56.261  | 99,2 % |        | 0,1 %  | 0,6 %  |
| Черновицкая область | 919.028 | 75,6 % | 11,9 % | 6,8 %  | 5,3 %  |

Украинский язык является единственным официальным языком на всей территории области.
По данным опроса, проведённого Социологической группой «Рейтинг» с 16 ноября по 10 декабря 2018 года в рамках проекта «Портрети Регіонів», 71 % жителей Черновицкой области считали, что украинский язык должен быть единственным государственным языком на всей территории Украины. 19 % считали, что украинский язык должен быть единственным государственным языком, а русский — вторым официальным в некоторых регионах страны. 2 % считали, что русский должен стать вторым государственным языком страны. 7 % затруднились с ответом.
3 июня 2024 года решением Черновицкой областной военной администрации в Черновицкой области утверждена «Комплексная программа развития и функционирования украинского языка как государственного в Черновицкой области на 2024—2025 годы», главными целями которой являются усиление позиций украинского языка в различных сферах общественной жизни региона, украинизация беженцев из других областей Украины и создание благоприятных условий для изучения украинского языка в румыноязычных школах.
По данным исследования Центра контент-анализа, проведённого в период с 15 августа по 15 сентября 2024 года, темой которого стало соотношение украинского и русского языков в украинском сегменте социальных сетей, в Черновицкой области на украинском языке писалось 86,1 % сообщений (в 2023 году — 75,6 %, в 2022 году — 72,5 %, в 2020 году — 42,1 %), на русском — 13,9 % (в 2023 году — 24,4 %, в 2022 году — 27,5 %, в 2020 году — 57,9 %).
Между 1991/92 и 2021/22 учебными годами доля учеников, получающих общее среднее образование в школах и классах с украинским языком преподавания в Черновицкой области возросла с 67,7 % до 87,7 %. Рост произошёл в основном за счёт украинизации школ и классов с русским языком преподавания, в которых в 1991/92 учебном году обучались 15,7 % учащихся области.
В период с 2012/13 по 2016/17 учебный год в Черновицкой области доля учеников, получавших общее среднее образование в классах с преподаванием на русском языке колебалась в районе 0,31—0,37 %. Также с 2012/13 по 2016/17 учебный год доля учеников области, изучающих русский язык либо в русскоязычных классах, либо как отдельный предмет в классах с украинским или другим языком преподавания, сократилась с 3,36 % до 2,62 %.
По данным Государственной службы статистики Украины в 2023/24 учебном году в Черновицкой области 105 874 учеников получали общее среднее образование, из них 93 134 (87,97 %) обучались в украиноязычных классах, 12 740 (12,03 %) — в румыноязычных. Из 48 486 получающих среднее образование в городских образовательных учреждениях 47 165 (97,28 %) получали образование на украинском, 1 321 (2,72 %) — на румынском. Из 57 388 получающих среднее образование в сельских образовательных учреждениях 45 969 (80,10 %) получали образование на украинском, 11 419 (19,90 %) — на румынском.
По данным Государственной службы статистики Украины в 2024/25 учебном году в Черновицкой области 103 056 учеников получали общее среднее образование, из них 90 575 (87,89 %) обучались в украиноязычных классах, 12 481 (12,11 %) — в румыноязычных. Из 48 322 получающих среднее образование в городских образовательных учреждениях 46 947 (97,15 %) получали образование на украинском, 1 375 (2,85 %) — на румынском. Из 54 734 получающих среднее образование в сельских образовательных учреждениях 43 628 (79,71 %) получали образование на украинском, 11 106 (20,29 %) — на румынском.

## Административно-территориальное устройство
Административный центр Черновицкой области — город Черновцы.

### Районы
17 июля 2020 года принято новое деление области на 3 района:
| № | Район              | Население (тыс. чел.) | Площадь (км²) | Административный центр |
| - | ------------------ | --------------------- | ------------- | ---------------------- |
| 1 | Вижницкий район    | ▼89,6                 | 1878,8        | г. Вижница             |
| 2 | Днестровский район | ▼152,2                | 2120,0        | пос. Кельменцы         |
| 3 | Черновицкий район  | ▼648,6                | 4098,2        | г. Черновцы            |

Районы в свою очередь делятся на городские, поселковые и сельские объединённые территориальные общины (укр. об'єднана територіальна громада).

### Города
| - Черновцы - Вашковцы - Вижница - Герца | - Заставна - Кицмань - Новоднестровск - Новоселица | - Сокиряны - Сторожинец - Хотин |

### История деления области

Районы Черновицкой области до 17 июля 2020 года

Число административных единиц, местных советов и населённых пунктов области до 17 июля 2020 года:
- районов — 11;
- районов в городах — 3;
- населённых пунктов — 417, в том числе:
  - сельских — 398;
  - городских — 19, в том числе:
    - посёлков городского типа — 8;
    - городов — 11, в том числе:
      - городов областного значения — 2;
      - городов районного значения — 9;
- сельских советов — 252.

11 районов до 17 июля 2020 года:
| - Вижницкий район - Герцаевский район - Глыбокский район - Заставновский район | - Кельменецкий район - Кицманский район - Новоселицкий район - Путильский район | - Сокирянский район - Сторожинецкий район - Хотинский район |

Статусы городов до 17 июля 2020 года:

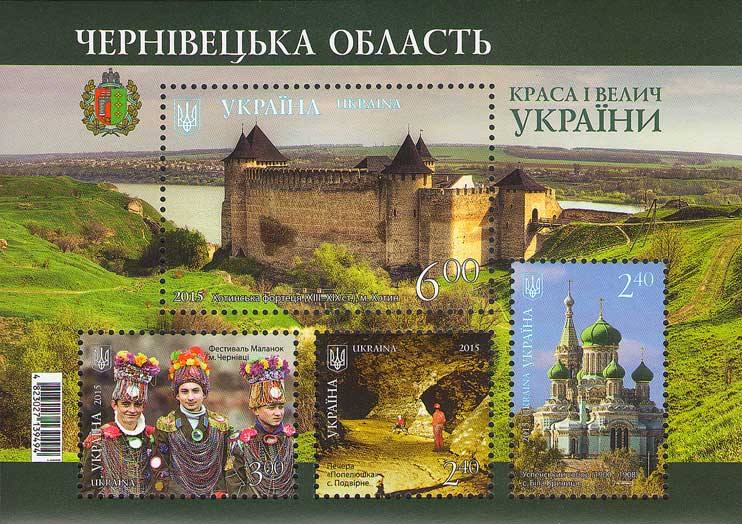
Почтовый блок 2015 года

| Города областного значения: - Черновцы - Новоднестровск | Города районного значения: - Вашковцы - Вижница | - Герца - Заставна - Кицмань - Новоселица | - Сокиряны - Сторожинец - Хотин |

### Органы власти
Местное самоуправление в области осуществляет Черновицкий областной совет, исполнительную власть — областная государственная администрация. Главой области является председатель облгосадминистрации, назначаемый Президентом Украины.

## Экономика
Валовой региональный продукт Черновицкой области является самым низким на Украине и составил в 2014 году 15 млрд 49 млн гривен.
| N | показатель              | единицы          | значение, 2014 г. |
| - | ----------------------- | ---------------- | ----------------- |
| 1 | Экспорт товаров         | млн долларов США | 129,2             |
| 2 | Уд.вес в общеукраинском | %                | 0,2               |
| 3 | Импорт товаров          | млн долларов США | 111,5             |
| 4 | Уд.вес в общеукраинском | %                | 0,2               |
| 5 | Сальдо экспорт-импорт   | млн долларов США | 17,7              |
| 6 | Капитальные инвестиции  | млн гривен       | 1550,2            |
| 7 | Средняя зарплата        | грн              | 2578              |
| 8 | Средняя зарплата        | долларов США     | 216,9             |

По материалам Комитета статистики Украины (укр.) и Главного управления статистики в Черновицкой области (укр.)